# Sprengisandur
Sprengisandur er et højfjeldsområde på Island. Området afgrænses af Hofsjökull og Vatnajökull. Vejen F26 Sprengisandur går igennem området. Fortællinger og sagn fra dette området inspirerede poeten Grímur Thomsen til at skrive digtet Á Sprengisandi, senere melodi af Sigvaldi Kaldalóns.